# غلامعلي بيروزغ (دشت روم)
غلامعلي بیروزغ (بالفارسية: غلامعلی پیروزگ) هي قرية تقع في إيران في قسم دشت روم الريفي. يقدر عدد سكانها بـ 15 نسمة بحسب إحصاء 2016.